# Liste der Abgeordneten zum Provisorischen Landtag von Niederösterreich
Dieser Artikel listet die Abgeordneten zum Provisorischen Landtag von Niederösterreich auf. Der Landtag setzte sich aus 88 Landtagsabgeordneten und aus 32 Reichstagsabgeordneten zusammen. Die 88 Landtagsabgeordneten rekrutierten sich dabei aus den Landtagsabgeordneten des 1908 zuletzt gewählten Niederösterreichischen Landtags und aus den 32 niederösterreichischen Reichstagsabgeordneten, die zuletzt 1911 bei Reichsratswahlen bestimmt worden waren. Die Zahl von 120 Abgeordneten kam nach dem Tod mehrerer Abgeordneter sowie dem Ausschluss der Abgeordneten des Großgrundbesitzers, der Handelskammer sowie der Bischöfe von Wien und Sankt Pölten sowie des Rektors der Universität zu Stande. Der Landtag trat erstmals am 5. November 1918 zusammen und amtierte bis zum 2. Mai 1919. Der Provisorische Landtag wählte am 5. November die Landesregierung von Steiner I.
| Name                            | Fraktion                 | Mandat                 | Beruf                                                                                     |
| ------------------------------- | ------------------------ | ---------------------- | ----------------------------------------------------------------------------------------- |
| Adler Victor                    | Sozialdemokrat           | Reichstagsabgeordneter | Herausgeber der „Arbeiterzeitung“ in Wien                                                 |
| Anderle Adolf                   | Christlichsozialer       | Landtagsabgeordneter   | Landesbeamter                                                                             |
| Axmann Julius                   |                          | Landtagsabgeordneter   | Direktor und Gemeinderat in Wien                                                          |
| Baechlé Josef                   | Christlichsozialer       | Landtagsabgeordneter   | Schriftsteller in Wien                                                                    |
| Bauchinger Matthäus             | Christlichsozialer       | Landtagsabgeordneter   | Pfarrer in Pöchlarn                                                                       |
| Baumann Anton                   |                          | Landtagsabgeordneter   | Realitätenbesitzer in Wien                                                                |
| Bogendorfer Josef               | Christlichsozialer       | Landtagsabgeordneter   | Wirtschaftsbesitzer in Asparn an der Zaya                                                 |
| Brenner Josef                   |                          | Landtagsabgeordneter   | Wirtschaftsbesitzer in Braunsdorf                                                         |
| Bretschneider Ludwig August     | Sozialdemokrat           | Reichstagsabgeordneter | Redakteur der „Arbeiterzeitung“                                                           |
| Breuer Johann Alfred            |                          | Landtagsabgeordneter   | Tapezierermeister und Gemeinderat in Wien                                                 |
| Denk August                     | Deutschfortschrittlicher | Reichstagsabgeordneter | Buchdruckereibesitzer in Wien                                                             |
| Diwald Leopold                  | Christlichsozialer       | Landtagsabgeordneter   | Wirtschaftsbesitzer in Hohenwart                                                          |
| Domes Franz                     | Sozialdemokrat           | Reichstagsabgeordneter | Sekretär des österreichischen Metallarbeiterverbandes                                     |
| Eisenhut Josef                  | Christlichsozialer       | Landtagsabgeordneter   | Wirtschaftsbesitzer in Hagendorf                                                          |
| Ellenbogen Wilhelm              | Sozialdemokrat           | Reichstagsabgeordneter | Arzt in Wien                                                                              |
| Fisslthaler Karl                | Christlichsozialer       | Landtagsabgeordneter   | Landwirt und Postmeister in Schrems                                                       |
| Forstner August                 | Sozialdemokrat           | Reichstagsabgeordneter | Kassensekretär und Zeitungsherausgeber in Wien                                            |
| Freund Thomas                   |                          | Landtagsabgeordneter   | Bürgermeister in Mistelbach                                                               |
| Friedmann Max                   | Deutschfortschrittlicher | Reichstagsabgeordneter | Maschinenfabrikant in Wien                                                                |
| Ganser Otto                     | Deutschfortschrittlicher | Reichstagsabgeordneter | Mechaniker in Wien                                                                        |
| Gessmann Albert                 | Christlichsozialer       | Landtagsabgeordneter   | Universitätsbibliothekar                                                                  |
| Grimm Josef                     | Christlichsozialer       | Landtagsabgeordneter   | Wirtschaftsbesitzer in Breinsbach bei Amstetten                                           |
| Gruber Rudolf                   | Christlichsozialer       | Landtagsabgeordneter   | Gastwirt und Wirtschaftsbesitzer in Sollenau                                              |
| Grünbeck Josef                  |                          | Landtagsabgeordneter   | Stadtbaumeister in Wien, Gemeinderat                                                      |
| Heilinger Alois                 | Christlichsozialer       | Landtagsabgeordneter   | Magistratsrat in Wien                                                                     |
| Hengl Leopold                   |                          | Landtagsabgeordneter   | Wirtschaftsbesitzer in Wien                                                               |
| Hochrieder Franz                |                          | Landtagsabgeordneter   | Wirtschaftsbesitzer in Kogl bei Tulln                                                     |
| Hock, Freiherr von Paul         | Deutschdemokrat          | Reichstagsabgeordneter | Hofrat beim Verwaltungsgerichtshof in Wien                                                |
| Hofbauer Edmund                 |                          | Landtagsabgeordneter   | Lederhändler und Bürgermeister in Krems an der Donau                                      |
| Höher Alois                     | Christlichsozialer       | Landtagsabgeordneter   | Wirtschaftsbesitzer und Gastwirt in Harmannschlag                                         |
| Hraba Felix                     |                          | Landtagsabgeordneter   | Sparkassenbeamter, Stadtrat in Wien                                                       |
| Huber Franz                     |                          | Landtagsabgeordneter   | Wirtschaftsbesitzer in Schwadorf                                                          |
| Jax Anton                       | Christlichsozialer       | Landtagsabgeordneter   | Wirtschaftsbesitzer in Waidhofen an der Ybbs                                              |
| Jedek Karl                      | Christlichsozialer       | Landtagsabgeordneter   | Holzhändler und Wirtschaftsbesitzer in Spitz an der Donau                                 |
| Jukel Carl                      | Christlichsozialer       | Landtagsabgeordneter   | Wirtschaftsbesitzer und Gastwirt in Schönau an der Triesting                              |
| Kammann Franz                   |                          | Landtagsabgeordneter   | Bürgermeister von Wr. Neustadt                                                            |
| Karpfinger Andreas              | Christlichsozialer       | Landtagsabgeordneter   | Landwirt in Markgraf-Neusiedl                                                             |
| Kern Alois                      |                          | Landtagsabgeordneter   | Realitätenbesitzer in Mödling                                                             |
| Kernetter August                | Christlichsozialer       | Reichstagsabgeordneter | Seminardirektor in Wien                                                                   |
| Kittinger Karl                  | Deutschnationaler        | Landtagsabgeordneter   | Gasthofbesitzer und Postmeister in Karlstein an der Thaya                                 |
| Kollmann Josef                  | Christlichsozialer       | Landtagsabgeordneter   | Kaufmann in Baden                                                                         |
| Kranister Karl                  |                          | Landtagsabgeordneter   | Realitätenbesitzer und Bürgermeister in Großheinrichschlag                                |
| Kuhn Wenzel                     | Christlichsozialer       | Reichstagsabgeordneter | Realitätenbesitzer und Bezirksvorsteher in Wien                                           |
| Kulhanek Albert                 |                          | Landtagsabgeordneter   | Rechnungsdirektor und Gemeinderat in Wien                                                 |
| Kunschak Leopold                | Christlichsozialer       | Landtagsabgeordneter   | Redakteur in Wien                                                                         |
| Kunz Eduard                     |                          | Landtagsabgeordneter   | Bezirksvorsteher in Wien                                                                  |
| Kuranda Camill                  | Deutschfortschrittlicher | Reichstagsabgeordneter | Hofrat i. P.                                                                              |
| Lechner Alois                   | Christlichsozialer       | Landtagsabgeordneter   | Wirtschaftsbesitzer in Inzersdorf bei Herzogenburg                                        |
| Lechner Karl                    | Christlichsozialer       | Landtagsabgeordneter   | Wirtschaftsbesitzer und Bürgermeister in Neulengbach                                      |
| Leitner Josef                   |                          | Landtagsabgeordneter   | Kaufmann und Gemeinderat in Wien                                                          |
| Leupold von Löwenthal Friedrich |                          | Landtagsabgeordneter   | Kaufmann in Wien                                                                          |
| Leuthner Karl                   | Sozialdemokrat           | Reichstagsabgeordneter | Redakteur der „Arbeiterzeitung“ in Wien                                                   |
| Liechtenstein Alois             | Christlichsozialer       | Landtagsabgeordneter   | Gutsbesitzer, Landmarschall von Niederösterreich                                          |
| List Karl                       | Christlichsozialer       | Landtagsabgeordneter   | Landwirt in Großweikersdorf, Obmannstellvertreter des Niederösterreichischen Bauernbundes |
| Maler Adolf                     | Christlichsozialer       | Landtagsabgeordneter   | Technischer Verwalter in Wien                                                             |
| Mataja Heinrich                 | Christlichsozialer       | Reichstagsabgeordneter | Advokat in Wien                                                                           |
| Mayer Johann                    | Christlichsozialer       | Landtagsabgeordneter   | Wirtschaftsbesitzer in Bockfließ und Landeshauptmann von NÖ-Land                          |
| Mender Josef                    |                          | Landtagsabgeordneter   | Vereinssekretär in Wien                                                                   |
| Miklas Wilhelm                  | Christlichsozialer       | Landtagsabgeordneter   | Gymnasialdirektor in Horn                                                                 |
| Müller Lorenz                   |                          | Landtagsabgeordneter   | Bäckermeister und Bezirksvorsteher in Wien                                                |
| Müller Rudolf                   | Sozialdemokrat           | Reichstagsabgeordneter | Gewerkschaftssekretär in Wien                                                             |
| Nagler Anton                    | Christlichsozialer       | Landtagsabgeordneter   | Haus- und Realitätenbesitzer in Wien                                                      |
| Nepustil Anton                  |                          | Landtagsabgeordneter   | Städtischer Veterinäramtsoberinspektor in Wien                                            |
| Wilhelm Neumann-Walter          | Deutschfortschrittlicher | Reichstagsabgeordneter | Hof- und Gerichtsadvokat in Wien                                                          |
| Neumayer Josef                  | Christlichsozialer       | Landtagsabgeordneter   | Rechtsanwalt in Wien                                                                      |
| Ofner Julius                    | Deutschnationaler        | Reichstagsabgeordneter | Advokat in Wien                                                                           |
| Ohrfandl Karl Heinrich          |                          | Landtagsabgeordneter   | Hausbesitzer in Wien                                                                      |
| Panosch Emil                    |                          | Landtagsabgeordneter   | Gemeinderat in Wien                                                                       |
| Parrer Franz Benedikt           | Christlichsozialer       | Landtagsabgeordneter   | Gasthof- und Wirtschaftsbesitzer in Mannersdorf am Leithagebirge                          |
| Pattai Robert                   | Christlichsozialer       | Landtagsabgeordneter   | Hof- und Gerichtsadvokat in Wien                                                          |
| Philp Georg                     | Christlichsozialer       | Landtagsabgeordneter   | Schuldirektor in Wien                                                                     |
| Pinggera Simon                  |                          | Landtagsabgeordneter   | Kaufmann in Klosterneuburg                                                                |
| Pittner Franz                   |                          | Landtagsabgeordneter   | Hotelier in St. Pölten                                                                    |
| Polke Emil                      | Sozialdemokrat           | Reichstagsabgeordneter | Privatbeamter in Wien                                                                     |
| Pölzer Johann                   | Sozialdemokrat           | Landtagsabgeordneter   | Privatbeamter in Wien                                                                     |
| Rain Josef                      | Christlichsozialer       | Landtagsabgeordneter   | Hausbesitzer und Gastwirt in Wien                                                         |
| Reifmüller Franz                | Sozialdemokrat           | Reichstagsabgeordneter | Buchdrucker in Wien                                                                       |
| Renner Karl                     | Sozialdemokrat           | Landtagsabgeordneter   | Staatskanzler in Wien                                                                     |
| Reumann Jakob                   | Sozialdemokrat           | Reichstagsabgeordneter | Redakteur der „Arbeiterzeitung“ in Wien                                                   |
| Richter Paul                    | Sozialdemokrat           | Reichstagsabgeordneter | Privatbeamter in Wien                                                                     |
| Scheicher Josef                 | Christlichsozialer       | Landtagsabgeordneter   | Prälat, Apostolischer Protonotar in Wien                                                  |
| Schiegl Wilhelm                 | Sozialdemokrat           | Reichstagsabgeordneter | Buchdrucker in Wien                                                                       |
| Schnabl Josef                   |                          | Landtagsabgeordneter   | Pfarrer in Wien                                                                           |
| Schneider Michael               | Christlichsozialer       | Landtagsabgeordneter   | Landwirt und Bürgermeister in Stoitzendorf                                                |
| Schöchtner Johann               |                          | Landtagsabgeordneter   | Wirtschaftsbesitzer und Postmeister in Zissersdorf bei Geras                              |
| Scholz Franz                    |                          | Landtagsabgeordneter   | Verwalter des Wiener Städtischen Versorgungshauses in Liesing                             |
| Schürff Hans                    | Deutschfreiheitlicher    | Reichstagsabgeordneter | Prokurist in Mödling                                                                      |
| Seltz Karl                      | Sozialdemokrat           | Landtagsabgeordneter   | Volksschullehrer in Wien, Präsident der Nationalversammlung                               |
| Sever Albert Ferdinand          | Sozialdemokrat           | Landtagsabgeordneter   | Privatbeamter in Wien                                                                     |
| Sigl August                     | Sozialdemokrat           | Landtagsabgeordneter   | Privatbeamter in Wien                                                                     |
| Silberer Franz Viktor           | Sozialdemokrat           | Landtagsabgeordneter   | Redakteur in Wien                                                                         |
| Skaret Ferdinand                | Sozialdemokrat           | Reichstagsabgeordneter | Parteisekretär in Wien                                                                    |
| Smitka Johann                   | Sozialdemokrat           | Reichstagsabgeordneter | Kleidermacher, Krankenkassensekretär                                                      |
| Spalowsky Franz                 |                          | Landtagsabgeordneter   | Redakteur in Wien                                                                         |
| Spitaler Paul                   |                          | Landtagsabgeordneter   | Milchmeier und Bezirksvorsteher in Wien                                                   |
| Stary Josef                     |                          | Landtagsabgeordneter   | Sattler und Bezirksvorsteher in Wien                                                      |
| Steiner Leopold                 | Christlichsozialer       | Landtagsabgeordneter   | Maler, Oberkurator der NÖ. Landeshypothekenanstalt in Wien                                |
| Stickler Johann                 |                          | Landtagsabgeordneter   | Meiereibesitzer in Puchberg am Schneeberg                                                 |
| Stöckler Josef                  | Christlichsozialer       | Landtagsabgeordneter   | Wirtschaftsbesitzer in St. Valentin, Gründer und Obmann des Nö. Bauernbundes              |
| Sturm Josef                     | Christlichsozialer       | Landtagsabgeordneter   | Mittelschulprofessor in Wien                                                              |
| Tamussino Thomas                |                          | Landtagsabgeordneter   | Bürgermeister in Mödling                                                                  |
| Tomschik Josef                  | Sozialdemokrat           | Reichstagsabgeordneter | Privatbeamter                                                                             |
| Troll Ritter von Walter         |                          | Landtagsabgeordneter   | Gutsbesitzer in Krumbach                                                                  |
| Veit Josef                      | Christlichsozialer       | Landtagsabgeordneter   | Wirtschaftsbesitzer und Postmeister in Ebenthal                                           |
| Volkert Karl                    | Sozialdemokrat           | Landtagsabgeordneter   | Privatbeamter in Wien                                                                     |
| Waber Leopold                   | Deutschnationaler        | Reichstagsabgeordneter | Finanzkommissär in Wien                                                                   |
| Wagner Ludwig                   | Christlichsozialer       | Landtagsabgeordneter   | Gastwirt und Wirtschaftsbesitzer in Krenstetten                                           |
| Wedra Rudolf                    | Deutschfreiheitlicher    | Reichstagsabgeordneter | Oberlehrer i. R., Grundbesitzer in Eibesthal                                              |
| Weiskirchner Richard            | Christlichsozialer       | Landtagsabgeordneter   | Magistratsdirektor in Wien                                                                |
| Widholz Laurenz                 | Sozialdemokrat           | Reichstagsabgeordneter | Tischlergehilfe in Wien                                                                   |
| Wieninger Josef                 |                          | Landtagsabgeordneter   | Bezirksvorsteher in Wien                                                                  |
| Wille Josef                     | Christlichsozialer       | Landtagsabgeordneter   | Wirtschaftsbesitzer in Jedenspeigen                                                       |
| Winter Max                      | Sozialdemokrat           | Reichstagsabgeordneter | Redakteur der „Arbeiterzeitung“ in Wien                                                   |
| Wohlmayer Johann                | Christlichsozialer       | Landtagsabgeordneter   | Stadtbaumeister in St. Pölten                                                             |
| Wollek Richard                  | Christlichsozialer       | Landtagsabgeordneter   | Sekretär des Nö. Bauernbundes in Wien                                                     |
| Wolny Josef                     | Christlichsozialer       | Landtagsabgeordneter   | Domkapitular zu St. Stephan in Wien                                                       |
| Wutschel Ludwig                 | Sozialdemokrat           | Reichstagsabgeordneter | Buch- und Papierhändler in Wien                                                           |
| Zenker Ernst Viktor             | Deutschfortschrittlicher | Reichstagsabgeordneter | Schriftsteller                                                                            |
| Zerdik Johann                   |                          | Landtagsabgeordneter   | Nö. Landesbaurat in Amstetten                                                             |
| Zwetzbacher Josef               | Christlichsozialer       | Landtagsabgeordneter   | Wirtschafts- und Mühlenbesitzer in Stattersdorf bei St. Pölten                            |